# フロリン・スルジュ
フロリン・スルジュ（Florin Surugiu、1984年12月10日 - ）は、リーガ・ナツィオナーラ・デ・ラグビー、ステアウア・ブクレシュティに所属するラグビーユニオン選手。

## プロフィール
- ルーマニア・ブカレスト出身[1]。
- ポジションはスクラムハーフ(SH)。
- 身長 169cm、体重 71kg
- ルーマニア代表キャップは103(2025年3月現在)でラグビーワールドカップ2011・ラグビーワールドカップ2015・ラグビーワールドカップ2023のルーマニア代表に選ばれた[2][3]。

## 略歴
ステアウア・ブクレシュティ、CSMブカレスト、ブカレスト・ウルブズ、ラグビー・カルヴィザーノを経て、2017年、ステアウア・ブクレシュティに復帰。